# Sebastián López Serrano
Sebastián López Serrano més conegut com a Chano (Tetuan, 18 d'agost de 1961) és un futbolista retirat. Chano jugava en la posició de migcampista. Va fitxar pel Mallorca el 1983, procedent del Cadiz, i es va mantenir com a titular fins a finals del 1988, que va fitxar pel Malaga. Fou Internacional Sub-21.

## Clubs
| Club                  | Any       |
| --------------------- | --------- |
| Cadis CF              | 1978-1979 |
| Cadis CF              | 1979-1984 |
| Reial Mallorca        | 1984-1988 |
| Málaga Club de Fútbol | 1988-1991 |